# 生活/永遠のウソつき
「生活/永遠のウソつき」(せいかつ/えいえんのウソつき)は、コザック前田と泉谷しげるがリリースしたシングルである。2004年1月21日発売。

## 収録曲
1. 生活
作詞・作曲：コザック前田
2004年3月に発売されたコザック前田のソロアルバム『東須磨は夕方6時』に収録された。
2. 永遠のウソつき
作詞・作曲：泉谷しげる
3. 愛人
作詞・作曲：コザック前田
4. 雨ニモ負ケズ風にも…
作詞・作曲：泉谷しげる